# Queen of the Jungle
Queen of the Jungle es un serial cinematográfico de 1935 producido por Herman Wohl y estrenado en cines por Screen Attractions.

## Argumento
David Worth viaja a África para encontrar a su vieja amiga Joan Lawrence, quien desapareció en un globo aerostático cuando era niño mientras la pareja estaba en una expedición en busca de depósitos de radio. Desconocido para David, fue descubierta por una tribu africana y se convirtió en su reina.

## Reparto
- Reed Howes como David Worth.
- Mary Kornman como Joan Lawrence.
- Marilyn Spinner como Joan Lawrence (de niña).
- Dickie Jones como David Worth (de niño).
- William J. Wals como John Lawrence.
- Lafe McKee como Kali.
- Eddie Foster como Rocco.

## Producción
La mayor parte del metraje de acción en esta serie provino del serial mudo de 1922 The Jungle Goddess, una coproducción de William N. Selig Productions y Warner Bros., por razones financieras, y se utilizó el mismo guion, con los actores en las nuevas escenas disfrazados y puestos en maquetas de la jungla en estudios para que coincida con las viejas imágenes al aire libre. Sin embargo, considerando los cambios en la técnica de filmación y dramatización que se habían producido durante 13 años, más el hecho de que las películas mudas se proyectaban a una velocidad diferente a las películas sonoras, esto resultó en varios errores de continuidad.

## Lanzamiento
Screen Attractions estrenó Queen of the Jungle en 1935 como un serial de 12 capítulos y un largometraje de 65 minutos.
La película tuvo un estreno internacional, siendo estrenada en Brasil bajo el título A Rainha do Sertão («Reina del Sertón»).

## Capítulos
1. Lost in the Clouds
2. Radium Rays
3. The Hand of Death
4. The Natives' Revenge
5. Black Magic
6. The Death Vine
7. The Leopard Leaps
8. The Doom Ship
9. Death Rides the Wave
10. The Temple of Mu
11. Fangs in the Dark
12. The Pit of the Lions

Fuente: